# Сан Педро Викторија, Сан Педро Викторија де Абахо (Сан Франсиско де лос Ромо)
Сан Педро Викторија, Сан Педро Викторија де Абахо (шп. San Pedro Victoria, San Pedro Victoria de Abajo) насеље је у Мексику у савезној држави Агваскалијентес у општини Сан Франсиско де лос Ромо. Насеље се налази на надморској висини од 1888 м.

## Становништво
Према подацима из 2010. године у насељу су живела 4 становника.

### Хронологија
| Година       | 2000        | 2005        | 2010 |
| ------------ | ----------- | ----------- | ---- |
| Становништво | 19 (10 / 9) | 19 (11 / 8) | 4    |

### Попис
| # | Индикатор                     | Вредност |
| - | ----------------------------- | -------- |
| 1 | Укупно домаћинстава           | 4        |
| 2 | Укупно насељених домаћинстава | 2        |
| 3 | Величина локације             | 1        |